# Spoorlijn Karlsruhe - Graben-Neudorf
De spoorlijn Karlsruhe - Graben-Neudorf ook wel Hardtbahn genoemd was tot 1913 een onderdeel van de Rheinbahn en een Duitse spoorlijn tussen Eggenstein en Karlsruhe-Knielingen. De lijn is onder beheer van DB Netze onder nummer 4025.

## Geschiedenis

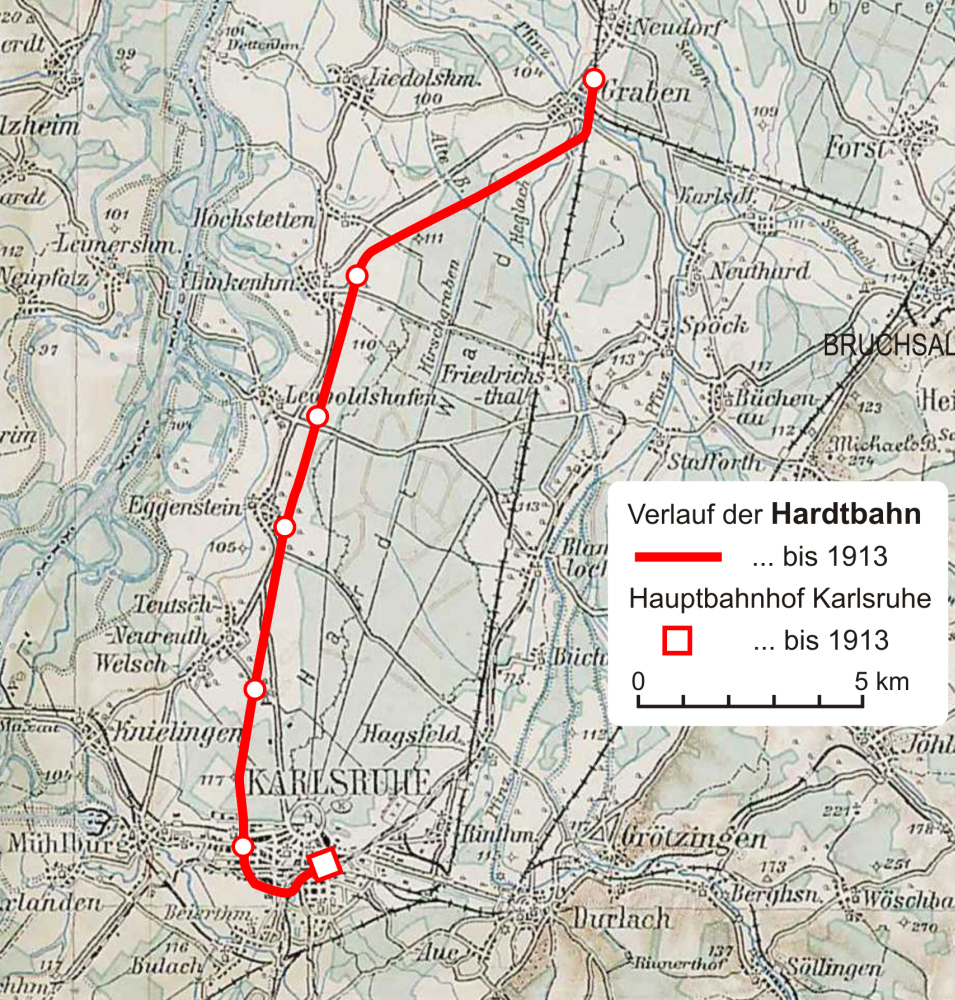
Traject tot 1913

Het traject werd door de Badischen Staatsbahn op 4 augustus 1870 als onderdeel van de Rheinbahn geopend. In 1913 werd dit deel niet meer gebruikt voor doorgaand verkeer. In Karlsruhe werd een nieuw Hauptbahnhof geopend.

## Treindiensten

### Badische Staatseisenbahnen
De Badische Staatseisenbahnen verzorgde tot 1913 het personenvervoer op het traject tussen Mannheim en Karlsruhe met RB-treinen.

### Stadtbahn Karlsruhe
De Stadtbahn Karlsruhe verzorgt het personenvervoer op het traject tussen Karlsruhe en Hochstetten met tramtreinen.

## Aansluitingen
In de volgende plaatsen is of was er een aansluiting van de volgende spoorlijnen:

### Graben-Neudorf
- Rheinbahn, spoorlijn tussen Mannheim en Rastatt
- HSL Karlsruhe – Bazel, spoorlijn tussen Karlsruhe en Bazel
- Albtal-Verkehrs-Gesellschaft diverse trajecten rond Karlsruhe

### Karlsruhe

#### Karlsruhe Kurpfalz
Aan het traject van de Badische Hauptbahn tussen Mannheim en Bazel werd aan de Ettlinger Tor ongeveer 500 meter ten zuiden van Karlsruher Marktplatz door Friedrich Eisenlohr een station gebouwd. Het station werd op 1 april 1843 geopend met aan de zuidzijde een depot en aan de oostzijde een goederenstation. Het traject met een spoorbreedte van 1600 mm werd enkele jaren later omgebouwd tot 1435 mm liep door de tegenwoordige Kriegstraße. De plaats van het station werd daarna ingenomen door de Markthallen en in rond 1960 door het Badischen Staatstheaters. Het goederenstation werd in 1997 afgebroken en aan de B 10 toegevoegd.
- Rheinbahn, spoorlijn tussen Mannheim en Rastatt
- Baden-Kurpfalz-Bahn, spoorlijn tussen Heidelberg en Karlsruhe
  - Rheintalbahn, spoorlijn tussen Mannheim en Bazel

#### Karlsruhe Hbf
De bouw van een nieuw station van August Stürzenacker begon in 1910 en werd in de nacht van 22 op 23 oktober 1913 geopend. Het postkantoor werd aan de oostzijde gebouwd en het kopstation van de Albtalbahn (toen smalspoor) werd aan de westzijde gebouwd.
- Rheinbahn, spoorlijn tussen Mannheim en Rastatt
- Rheintalbahn, spoorlijn tussen Mannheim en Bazel
- Karlsruhe – Mühlacker, spoorlijn tussen Karlsruhe en Mühlacker
- Pfälzische Maximiliansbahn, spoorlijn tussen Neustadt an der Weinstraße en Karlsruhe/Wissembourg
- HSL Karlsruhe – Bazel, spoorlijn tussen Karlsruhe en Bazel
- Albtal-Verkehrs-Gesellschaft diverse trajecten rond Karlsruhe
  - Stadtbahn Karlsruhe diverse trajecten rond Karlsruhe

## Elektrische tractie
Het traject werd als tramlijn gedeeltelijk geëlektrificeerd met een spanning van 750 volt gelijkstroom.